# FK Tukums 2000
Futbola klubs Tukums 2000 (også kendt som Tukums) er en fodboldklub fra Letland. Klubben spiller i den bedste lettiske liga Virslīga og har hjemmebane på Tukuma pilsētas stadions i byen Tukums.

## Historie
Klubben blev stiftet i 2000.

## Historiske slutplaceringer
| Sæson | Niveau | Liga       | Placering | Kilde  | Notering               |
| ----- | ------ | ---------- | --------- | ------ | ---------------------- |
| 2014  | 1.     | 1. līga    | 7.        | [ 1 ]  |                        |
| 2015  | 1.     | 1. līga    | 7.        | [ 2 ]  |                        |
| 2016  | 1.     | 1. līga    | 6.        | [ 3 ]  |                        |
| 2017  | 1.     | 1. līga    | 5.        | [ 4 ]  |                        |
| 2018  | 1.     | 1. līga    | 3.        | [ 5 ]  |                        |
| 2019  | 1.     | 1. līga    | 1.        | [ 6 ]  | Oprykning til Virslīga |
| 2020  | 1.     | Virslīga   | 10.       | [ 7 ]  | Nedrykning til 1. līga |
| 2021  | 2.     | Pirma liga | 2.        | [ 8 ]  | Oprykning til Virslīga |
| 2022  | 1.     | Virslīga   | 6.        | [ 9 ]  |                        |
| 2023  | 1.     | Virslīga   | 8.        | [ 10 ] |                        |
| 2024  | 1.     | Virslīga   | 8.        | [ 11 ] |                        |

## Trup
Pr. 15. april 2025
| Nr. | Land    | Position | Spiller                     |
| --- | ------- | -------- | --------------------------- |
| 2   | Ukraine | AN       | Artem Kholod                |
| 3   | Letland | FO       | Maksims Semesko             |
| 4   | Letland | FO       | Glebs Kacanovs              |
| 5   | Letland | FO       | Deniss Rogovs               |
| 6   | Letland | MI       | Kristaps Krievins           |
| 8   | Letland | FO       | Rudolfs Reingolcs           |
| 9   | Letland | AN       | Ingars Pulis                |
| 10  | Letland | MI       | Bogdans Samoilovs (anfører) |
| 11  | Letland | MI       | Kaspars Anmanis             |
| 14  | Letland | AN       | Daniils Putrans             |

| Nr. | Land     | Position | Spiller              |
| --- | -------- | -------- | -------------------- |
| 17  | Letland  | MI       | Dans Sirbu           |
| 18  | Letland  | AN       | Niks Dusalijevs      |
| 19  | Letland  | AN       | Arturs Krancmanis    |
| 15  | Letland  | AN       | Raivis Kirss         |
| 32  | Letland  | MI       | Eduards Ansevics     |
| 20  | Letland  | MI       | Rems Gastons Dzeguze |
| 21  | Letland  | FO       | Davis Valmiers       |
| 23  | Letland  | AN       | Ilja Atligins        |
| 22  | Letland  | MI       | Helvijs Joksts       |
| 88  | Letland  | MI       | Martins Stals        |
| 97  | Letland  | MM       | Raivo Sturins        |
| 99  | Tunesien | FO       | Maroine Mihoubi      |
| 72  | Cameroun | AN       | Benato Bekima        |
| 77  | Letland  | MM       | Vladislavs Kapustins |